# 木場茶屋駅
木場茶屋駅（こばんちゃやえき）は、鹿児島県薩摩川内市木場茶屋町にある、九州旅客鉄道（JR九州）鹿児島本線の駅である。

## 列車の設定
当駅に停車する列車は上下それぞれ、基本的に1時間に1本であるが、朝夕は1時間に1 - 3本運転される。鹿児島方面は多くが鹿児島中央行であるが、鹿児島・国分・都城・宮崎行も数本ある。熊本方面は全て川内行である。

## 歴史

### 年表
- 1914年（大正3年）6月1日：川内線として川内町駅（現・川内駅）から串木野駅間開通に伴い鉄道院が開設する[1]。
- 1927年（昭和2年）10月17日：海岸線全通に伴い、路線名称を鹿児島本線とする。
- 1961年（昭和36年）4月1日：貨物取扱廃止[1]。
- 1970年（昭和45年）8月21日：荷物扱い廃止[1][2]。無人駅化[3]。
- 1978年（昭和53年）3月：開設当時の木造駅舎から鉄骨平屋建ての駅舎に改築[4][5]。
- 1987年（昭和62年）4月1日：国鉄分割民営化により九州旅客鉄道が継承する[1]。
- 2012年（平成24年）12月1日：ICカード「SUGOCA」の、当駅における供用を開始する[6]。

### 駅名の由来
開業当時の地名（薩摩郡隈之城村大字西手字木場茶屋）に由来する。
この地域は古くは焼畑農業が盛んだったことから「焼畑で作られた畑」を意味する「木場原（こばはら）」と言われる地名だった。「木場原」一帯では昔からよい水が摂れ、そこに良水を使った「御屋敷」と呼ばれる茶屋が建ち、この茶屋が「木場茶屋」という名前で親しまれたことから「木場茶屋」が地名になったという。

## 駅構造

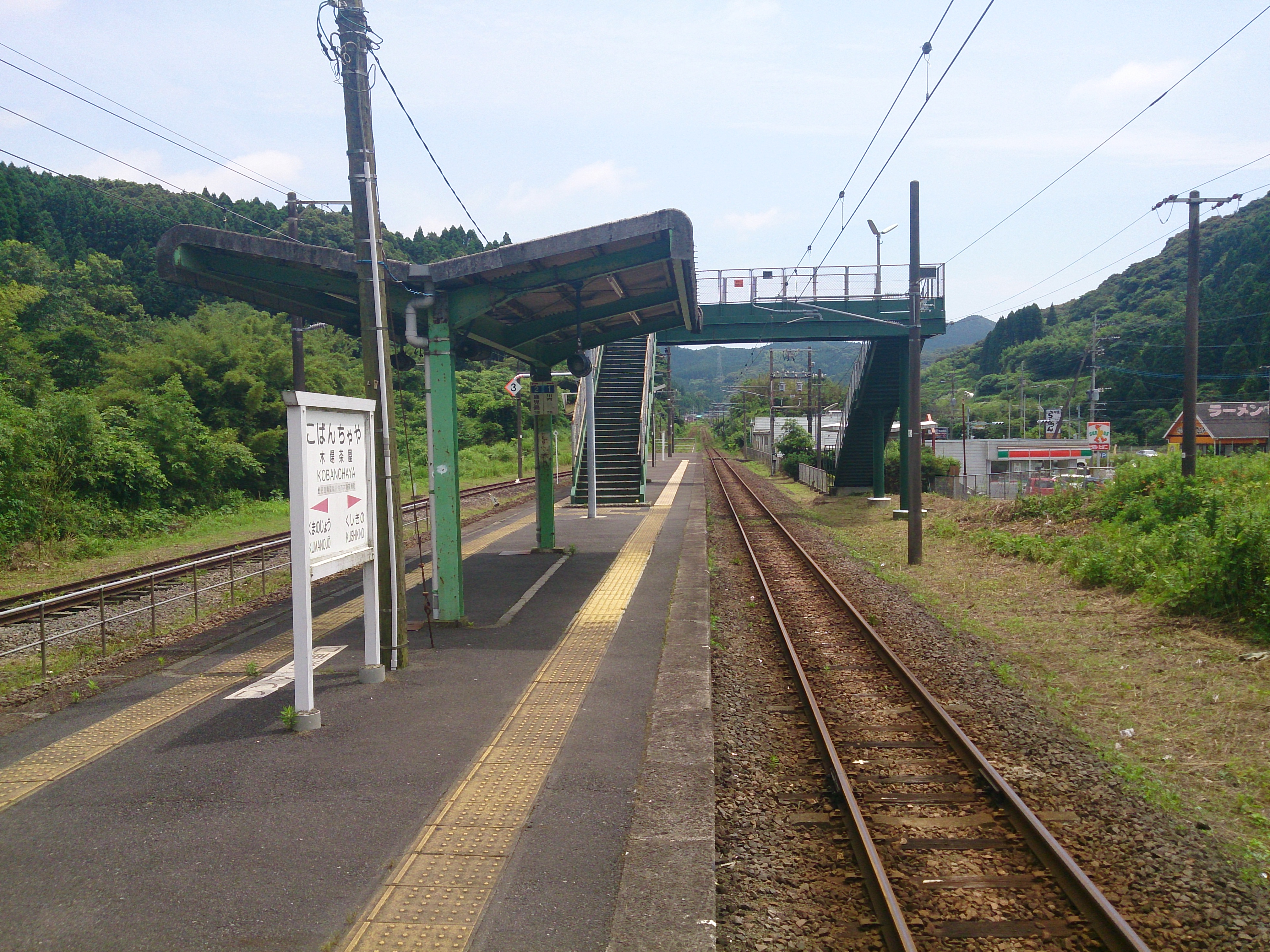
ホーム（鹿児島中央駅方面）

島式ホーム1面2線を有する地上駅である。無人駅であるが小型駅本屋があり、ホームとは跨線橋で連絡している。
IC乗車カード「SUGOCA」の利用が可能（相互利用可能ICカードはSUGOCAの項を参照）だが、簡易SUGOCA改札機のみ設置されており、チャージの取り扱いは行っていない。
また、当駅には自動券売機が設置されていない他、駅において乗車駅証明書等の発行を行っていない。

### のりば
| 番線 | 路線        | 方向 | 行先                   |
| ---- | ----------- | ---- | ---------------------- |
| 1    | ■鹿児島本線 | 上り | 川内方面               |
| 2    | ■鹿児島本線 | 下り | 串木野・鹿児島中央方面 |

## 利用状況
2015年度の1日平均乗車人員は33人である。
| 年度   | 1日平均 乗車人員 | 1日平均 乗降人員 |
| ------ | ---------------- | ---------------- |
| 2004年 | 30               |                  |
| 2005年 | 33               |                  |
| 2006年 | 35               |                  |
| 2007年 | 34               | 71               |
| 2008年 | 34               | 71               |
| 2009年 | 36               | 75               |
| 2010年 | 31               | 65               |
| 2011年 | 33               | 71               |
| 2012年 | 34               | 73               |
| 2013年 | 30               | 64               |
| 2014年 | 28               | 60               |
| 2015年 | 33               | 69               |

## 駅周辺
- 冠岳
- 筑豊ラーメン山小屋薩摩川内店

## 隣の駅
九州旅客鉄道（JR九州）
■鹿児島本線
隈之城駅 - 木場茶屋駅 - 串木野駅